# إرشكيجال
إرشكيجال أو إرشكيغال هي إلهة العالم السفلي وتأتي في المرتبة الثالثة في قائمة الآلهة السومريين. وقد كثرت عبادتها في مدينة الوركاء جنوب العراق (محافظة ذي قار حالياً). وكان الناس يعبدونها حتى ترحمهم في الحياة الثانية ولا يرو الجحيم السومري (كور). الإلهة ارشكيجال هي أُخت الإلهة الأم للسومريين القدماء (عشتار) وأوتو إله الشمس ووالدها هو الإله سين إله القمر. وزوجها وشريكها في العالم السفلي هو الإله نرغال.

## مواصفاتها
عرفت الإلهة ارشكيجال بأنها كانت قاسية القلب حتى على اقربائها. وكانت تأمر خدامها أن يعذبوا أرواح الموتى شر عذاب، وأن لا يرتاحوا يوماً واحداً في كور (العالم السفلي عند السومريين). وهي دائما متربعة على عرشها الذهبي تستمتع برؤية أرواح الموتى تعذب وأرواح كل من لا يعبد الإلهة ارشكيجال؛ فإن غضبها مرعب وأمرها ينفذ في الحال دون أي مناقشة.

## نظرائها من الآلهة في بقية الحضارات
هي نظيرة الإله أوزيريس عند الفراعنة والذي يحكم العالم السفلي دوات. والإله هاديس عند الاغريق. والإله نيرغال عند البابليين. والإله بلوتو عند الرومان.

## الجحيم السومري (كور)
تمضي جميع أرواح الأموات دون تمييز فلا فرق بين الصالح والطالح وبين غني وفقير أو بين ملك ورعيته. هنالك حيث البقاء الأبدي وبقاء الأرواح الشريرة في العذاب.